# Short Circuit

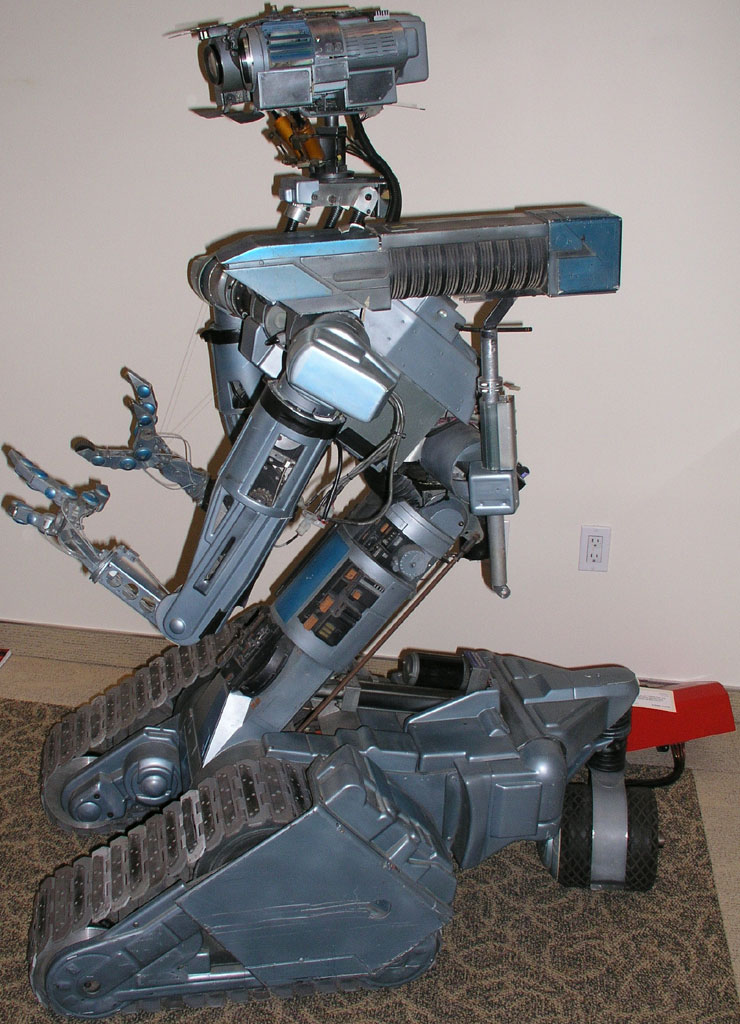
originele "Number 5" robot uit de eerste Short Circuit film

Short Circuit is een Amerikaanse komische sciencefictionfilm uit 1986 van John Badham met in de hoofdrollen onder meer Steve Guttenberg en Ally Sheedy. In 1988 kwam het vervolg Short Circuit 2 uit.

## Verhaal
Het bedrijf Nova Laboratories heeft vijf geavanceerde robots ontwikkeld voor militaire doeleinden, maar hoofdontwerper dr. Newton Crosby (Steve Guttenberg) en zijn rechterhand Ben Jabituya (Fisher Stevens) zijn meer geïnteresseerd in vreedzame toepassingen. Een stroompiek wijzigt het programma van een van de robots, "Number 5", die daarna door omstandigheden buiten het terrein van het bedrijf terechtkomt en verdwaalt.
Hij wordt gevonden door Stephanie (Ally Sheedy), die eerst denkt dat hij een buitenaards wezen is. Al snel zitten zowel de beveiliging van Nova als het leger Number 5 op de hielen.

## Rolverdeling
| Acteur           | Personage            | Opmerkingen                                                    |
| ---------------- | -------------------- | -------------------------------------------------------------- |
| Steve Guttenberg | Newton Graham Crosby | wetenschapper bij Nova Laboratories                            |
| Ally Sheedy      | Stephanie Speck      | neutrale vrouw die in aanraking komt met de ontsnapte Number 5 |
| Fisher Stevens   | Ben Jabituya         | Newtons assistent                                              |
| Austin Pendleton | dr. Howard Marner    | directeur van Nova Laboratories                                |
| G.W. Bailey      | kapitein Skroeder    | hoofd beveiliging bij Nova Laboratories                        |
| Brian McNamara   | Frank                | Stephanies ex-vriend                                           |
| Tim Blaney       | Number 5             | stem                                                           |
| Barbara Tarbuck  | senator Mills        |                                                                |

## Productie
Een relatief groot deel van het budget ging op aan Number 5, waarvan meerdere versies nodig waren. De robot werd ontworpen door Syd Mead, eerder betrokken bij Blade Runner en Tron.

## Muziek
Er werd destijds geen soundtrackalbum uitgebracht, maar het door El DeBarge gezongen Who's Johnny? dat in de film te horen is, bereikte de hoogste plaats in de "Hot R&B Singles chart". In de bijbehorende videoclip zijn onder meer Number 5's arm en Ally Sheedy te zien. Aan het einde van de film neemt Number 5 de naam "Johnny Five" aan omdat hij het nummer een aantal keer gehoord heeft.

## Release poster
Op release poster van de film staat in het midden de zin: "No. 5 is alive" ("Number five is alive", "Nummer 5 leeft"). 